# Emmicherode
Die Wüstung Emmicherode befindet sich in der Gemarkung der Stadt Bad Sooden-Allendorf im Werra-Meißner-Kreis in Hessen.

## Lage
Der Wüstungsort Emmicherode befindet sich südöstlich von Bad Sooden-Allendorf im Talkessel des Hainbaches zwischen den Bergkuppen der Gobert, des Schwengelberges (515 m) im Norden, des Uhlenkopfes (8520 m) im Osten, des Hohesteines (569 m) im Südosten  und der Hörne (522,7 m) im Südwesten. Der Hainbach mündet südöstlich von Bad Sooden-Allendorf in die Werra.
Einige hundert Meter nordöstlich steht die sogenannte Taterlinde, ein alter Treffpunkt mitten im Wald.

## Geschichte von Emmicherode
Die sogenannte Ersterwähnung des Ortes im Jahre 952 ist eine Fälschung aus dem 13. Jahrhundert, weitere Nachweise für das 10. Jahrhundert wurden ebenfalls erst einige Jahrhundert später niedergeschrieben. Wahrscheinlich besaßen das Kloster Pöhlde und dann das Kloster Fulda hier Güter. 1376 hatte Reinhard von Netra die Hälfte des Ortes Emchinrode (dimidietus villa) als landgräfliches Lehen. Die Herren von Diede wurden vom hessischen Landgrafen zu Emmicherode belehnt und 1490 teilten die von Eschwege ihre Gerechtigkeit im Ort.
Wann der Ort aufgegeben wurde, ist nicht bekannt, wahrscheinlich während der Mainzer Stiftsfehde. 1592 wurde Emichenrodte als Wüstung bezeichnet. Von der Wüstung zeugen heute noch einige Mauerreste der ehemaligen Kirche, heute als Oberste Kirche bezeichnet. 1991/92 wurden deren Überreste restauriert und aufgemauert.

## Rupprechterode
Talabwärts der Obersten Kirche befindet sich Kregers Häuschen, welches im 19. Jahrhundert aus Teilen der Untersten Kirche errichtet wurde. Hier soll der Standort der Wüstung Rupprechterode gewesen sein. 978 hatte das Kloster Fulda hier eine Hube. Im 15. Jahrhundert war der Ort ein hessisches Lehen der Herren von Dörnberg, später der von Eschwege.